# Prosena argentata
Prosena argentata là một loài ruồi trong họ Tachinidae.